# Hyalaethea bivitreata
Hyalaethea bivitreata là một loài bướm đêm thuộc phân họ Arctiinae, họ Erebidae.